# Mondadori Education
Mondadori Education, nata nel 1988 a seguito di un accordo tra Mondadori, Giorgio Fantoni e Massimo Vitta Zelman, è la casa editrice del Gruppo Mondadori dedicata al mondo dell'istruzione e della formazione attraverso due aree di attività editoriali: editoria scolastica e varia formazione con dizionari, italiano per stranieri e formazione universitaria.

## Storia
Elemond nasce nel 1988 tramite un accordo tra Mondadori, da un lato, e Giorgio Fantoni e Massimo Vitta Zelman dall'altro. L'obiettivo era quello di riunire in un'unica società un'ampia serie di partecipazioni editoriali.
Confluiscono in Elemond, oltre a Electa, il 70% della casa editrice Giulio Einaudi Editore, insieme al settore scolastico e a quello d'arte della Mondadori.
Nel novembre 1994 Mondadori arriva a possedere il 100% di Electa finanziaria e a controllare interamente il gruppo Elemond, alla cui guida viene chiamato Maurizio Costa, che copre il ruolo di amministratore delegato fino al 1997.
Tra il 1991 e il 1993 vengono acquisiti i marchi Carlo Signorelli Editore, Minerva Italica (nel 1990) e Juvenilia (nel 1993). Negli stessi anni nascono Einaudi Scuola ed Elemond Scuola & Azienda.
Dopo le acquisizioni avvenute negli anni precedenti al 2000, i marchi in possesso della Mondadori, per quanto riguarda il settore scolastico, sono 10, tra cui Piemme Scuola, acquisito nel 2004. Dal 2000 Elemond diventa Edumond Le Monnier con amministratore delegato, dal 2004, Enrico Greco. Sul fronte innovativo nascono e si sviluppano Pianeta Scuola (2000) e Pianetino (2002), mentre vengono creati i marchi Mondadori Università e Le Monnier Università per quanto riguarda l'editoria universitaria, con un'offerta di manuali e testi di approfondimento.
Il 1º gennaio 2008 Edumond Le Monnier diventa Mondadori Education ed i marchi posseduti, nell'ottobre del 2008, diventano 17: A. Mondadori Scuola, C. Signorelli Scuola, Einaudi Scuola, Electa Scuola, Juvenilia Scuola, Le Monnier Scuola, Minerva Scuola, Mursia Scuola, Piemme Scuola, Poseidonia Scuola, Salani Narrativa, Scuola & Azienda, Macmillan, Burlington Books, Huber, Mondadori Università e Le Monnier Università.
Le attività legate all'editoria d'arte e dei libri illustrati sono rimaste a Mondadori Electa.

## Offerta editoriale

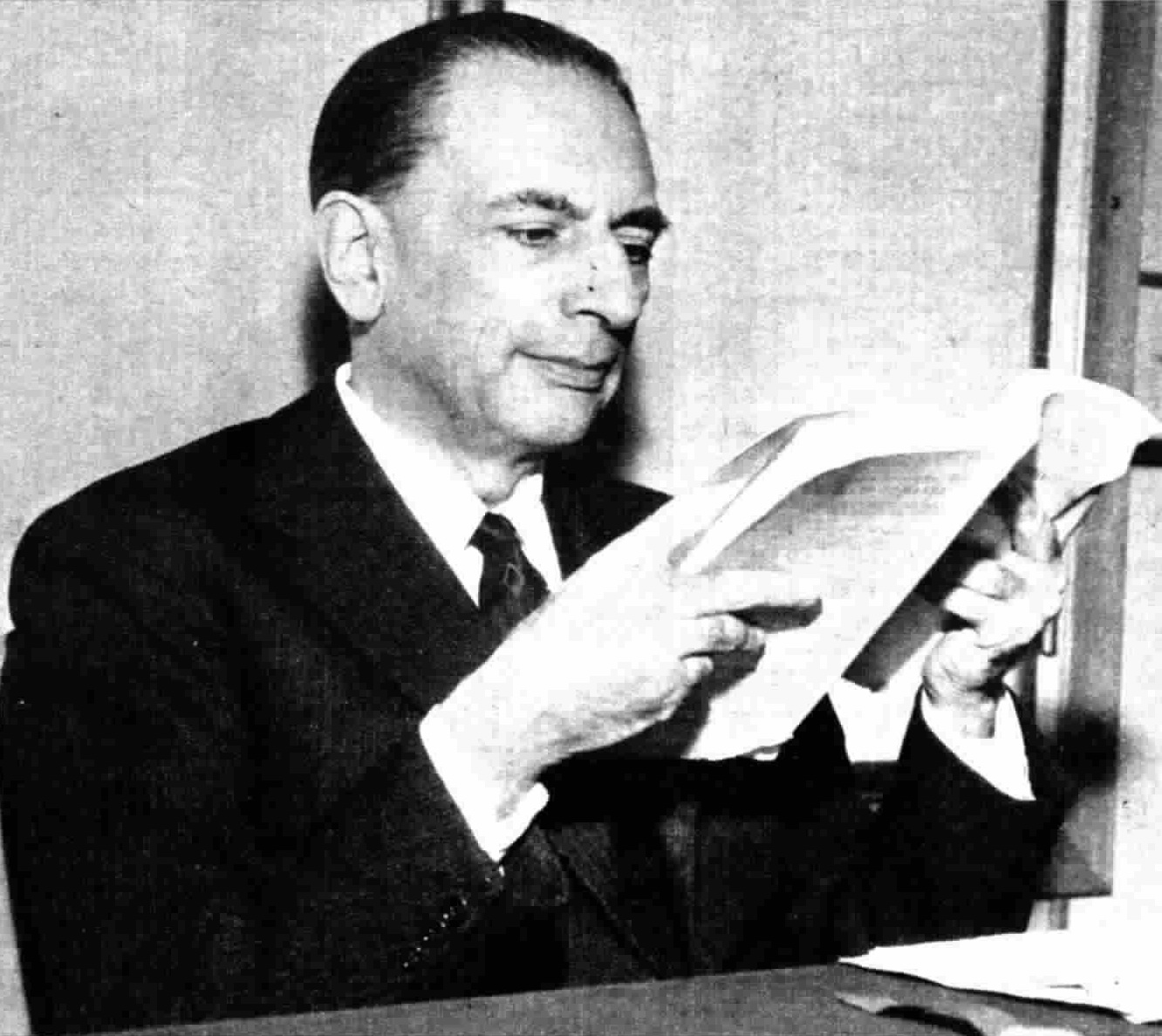
Giacomo Devoto

L'offerta di Mondadori Education propone testi scolastici, corsi e sussidi didattici, contenuti multimediali per tutti gli ordini di insegnamento: scuola primaria, scuola secondaria di primo grado, scuola secondaria di secondo grado e università.
Mondadori Università e Le Monnier Università sono i marchi che presentano l'offerta di testi e manuali di approfondimento. Le Monnier conta una linea di dizionari quali il Nuovo Devoto-Oli. Il vocabolario dell'italiano contemporaneo di Giacomo Devoto, Gian Carlo Oli con Luca Serianni e Maurizio Trifone; il Latino – vocabolario della lingua latina – di Gian Biagio Conte, Emilio Pianezzola, Giuliano Ranucci; l'Etimologico – vocabolario della lingua italiana – di Alberto Nocentini, con la collaborazione di Alessandro Parenti.
HUB scuola è una piattaforma per la didattica digitale che offre una vasta raccolta di prodotti digitali: libri, contenuti integrativi, strumenti per la creazione di percorsi didattici differenziati. Fornisce inoltre modalità di apprendimento differenti da quelle tradizionali e permette ai docenti di monitorare l'andamento e i progressi della classe. HUB Smart è l'applicazione che permette di accedere, tramite il proprio smartphone e tablet, ai video e agli audio dei libri di testo.
È possibile fare approfondimenti dei contenuti e esercizi interattivi e auto correttivi grazie ad HUB libro, versione digitale del testo che permette di condividere e commentare i diversi testi con l'aggiunta di note, utili al confronto tra alunni e per lo scambio interattivo con l'insegnante.
È possibile creare verifiche tramite la piattaforma HUB Test, utile a docenti e studenti come strumento per l'allenamento individuale grazie all'ampio database di quesiti.
L'offerta editoriale è affiancata da un programma di formazione articolato in seminari e convegni sul territorio e didattica online. Mondadori Education è ente formatore accreditato dal MIUR per la formazione del personale della scuola.

## Divisione editoriale
- A. Mondadori Scuola
- A. Mondadori Università

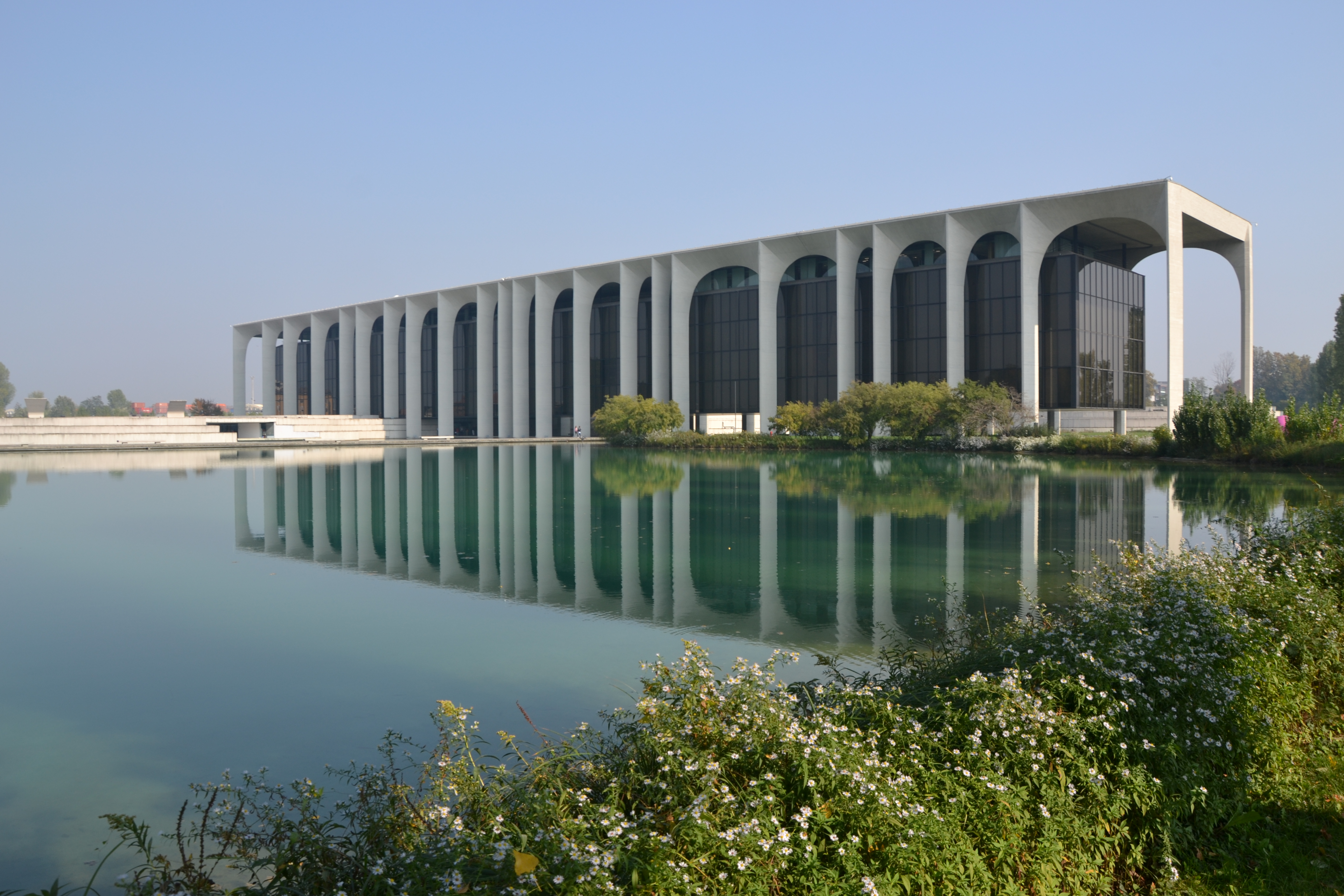
La sede della Mondadori a Segrate, progettata dall'architetto Oscar Niemeyer.

- C. Signorelli Scuola: fondata da Carlo Signorelli nel 1898. Nel gennaio 1992 entra nel Gruppo "Elemond - divisione scuola". I libri della casa editrice sono pensati per i diversi ordini scolastici, dalla scuola materna alla secondaria di secondo grado.[10]
- Einaudi Scuola
- Electa Scuola
- Juvenilia Scuola
- Le Monnier Scuola: Le Monnier è stata fondata nel 1840 e acquisita da Mondadori nel 1999. Con questa acquisizione, la presenza di Mondadori all'interno dell'editoria scolastica raggiunge una quota di mercato di circa il 15%.[11]
- Le Monnier Università
- Macmillan
- Minerva Scuola
- Mondadori for English
- Mursia Scuola: marchio e attività acquisiti da Mondadori nel 1998; presente nel segmento delle medie inferiori.[11]
- Piemme Scuola
- Poseidonia Scuola: acquisita da Mondadori nel 1999, è caratterizzata da una produzione per le materie umanistiche sia della scuola media inferiore sia per quella superiore.[11]
- Rizzoli Education[2]